# Français langue de scolarisation
Le français langue de scolarisation (FLSco) ou français de scolarité est une forme de français sur objectifs spécifiques (FOS). Il s'agit du français enseigné à des non-francophones en tant que facteur d'insertion dans un cursus scolaire ou universitaire. C'est en l'occurrence l'objet de tous les cours donnés par les centres académiques pour la scolarisation des enfants allophones nouvellement arrivés et des enfants issus de familles itinérantes et de voyageurs (Casnav).
C'est Gérard Vigner qui définit le premier la langue de scolarisation. Il s'agit pour lui d'une « langue apprise pour enseigner d’autres matières qu’elle-même et qui peut, dans certains pays, être présente dans l’environnement social des élèves. »

## L’apparition du FLSco après le FLS
Les études sur le FLSco sont très liées au français langue seconde (FLS) : en effet, pour un élève qui vient d'arriver en France, la langue de l'école est pour lui une langue d'insertion. Pour cet élève, le FLSco et le FLS ne font qu'un. Cependant, d'après Michèle Verdhelan, « la didactique du FLS est peu développée mais en ce qui concerne les publics nouveaux-arrivants en France, une variable commune peut être dégagée : le français est une langue de scolarisation, c’est-à-dire que le français s’apprend à l’école et pour l’école. D’où la notion de français langue de scolarisation (FLSco). » En effet, le public du FLSco n'est pas forcément le même que celui du FLS, puisque le FLSco est une notion pouvant être commune au FLS et au français langue maternelle (FLM). C'est ce que souligne Michèle Verdhelan : « Contrairement à la notion de langue seconde, qui se positionne par rapport au FLE ou au FLM, selon des territoires géographiques, sociolinguistiques ou psycholinguistiques différents, le français de scolarisation n’est pas un champ particulier, une variante quelconque du FLS par exemple. C’est une fonction transversale à la langue maternelle et à la langue seconde. On peut l’analyser en composantes ou sous-fonctions. »

## Public du FLSco
En règle générale, ce public est composé d'élèves mineurs qui viennent d'arriver en France : le français de scolarité (FLSco) est l'objet principal d'un cours d'unité pédagogique pour élèves allophones arrivants (UPE2A, ex-classe d'accueil (CLA) / classe d'initiation pour non-francophones (CLIN), à l'école ; et CLA au collège et au lycée) ou à l'université (il n'y a pas de structure publique pour la préparation du FLSco à l'université, cependant dans beaucoup d'écoles privées il y a souvent un cours de FOS, parfois de FLSco.
Un autre public, très important en nombre bien que très éloigné de la France, est constitué des enfants scolarisés dans les écoles françaises à l'étranger. L'Agence pour l'enseignement français à l'étranger (AEFE) scolarise en effet des enfants français de ressortissants, d'expatriés, mais aussi des enfants du pays d'accueil ; ces derniers sont donc bien dans la situation d'apprendre en même temps la langue française et les programmes français dans une école française. Ces écoles emploient souvent des enseignants de FLSco, mais ce sont surtout les enseignants des écoles primaires, qui enseignent donc en français et souvent sont des professeurs des écoles français, qui sont chargés de guider l'apprentissage de la langue de scolarisation de ces élèves étrangers, au cours des activités de classe ordinaires.

## Des objectifs spécifiques
Les objectifs, quel que soit le niveau, sont :
- le français scolaire, jargon des élèves, lexique de la vie scolaire, mais aussi rites scolaires ;
- le français interdisciplinaire et métalinguistique : il est alors spécifique aux disciplines de l'élève. Il s'agit par exemple pour un collégien du lexique « cahier, page, crayon », etc., mais aussi de notions que l'on retrouve partout : un titre, un sous-titre, l'organisation d'un manuel, etc. On le voit, le FLSco (comme le FLE) ne se limite pas aux faits de langues, mais relève aussi très largement de la pragmatique et des actes de paroles.
- le français de chaque discipline : le professeur de FLSco doit pouvoir enseigner au collégien le lexique des mathématiques, de la chimie, de l'éducation physique et sportive (EPS).

Le FLSco, enfin, est un cours qui a ses spécificités. Pourtant, on retrouve du FLSco dans n'importe quelle situation didactique, de l'école primaire à l'université, puisque tout professeur veille toujours, et sans s'en rendre compte, à faire comprendre aux élèves le lexique métalinguistique et métadidactique de son cours : « sortez vos livres, écrivez, rangez vos sacs », etc. Bien sûr, ce lexique varie en fonction du public. On peut dès lors parler d'un “public spécifique” au lieu d'un “objectif spécifique”.
Le FLSco est donc le nom de certains cours orientés exclusivement vers lui, mais c'est aussi un contenu propre à n'importe quel enseignement de n'importe quelle discipline, le français étant un outil à la fois interdisciplinaire et métalinguistique.

## Textes officiels
- Bulletin officiel spécial no 10 du 25-04-02  ;
- Le Français langue seconde, 2000, collection Collège, Série Repères, Centre national de documentation pédagogique (CNDP) ;
- Accompagnement des programmes 6e, 5e, 4e, 3e, 1996, CNDP ;
- Accompagnement des programmes de 5e, 4e, 1997, CNDP ;
- Accompagnement des programmes de 3e, 1999, CNDP.